# Телеология
Телеоло́гия (от греч. τέλειος «заключительный, совершенный» + λόγος «учение») — онтологическое объяснение развития в мире с помощью конечных, целевых причин. Ставит перед собой задачу ответить на вопрос «зачем, с какой целью?». В современной методологии рассматривается как принцип объяснения, дополняющий традиционную причинность причинами-целями. Корни телеологического подхода к действительности следует искать в тех теряющихся в глубокой древности антропоморфных представлениях, когда люди стали приписывать явлениям и процессам природы целесообразный характер своих действий и поведения. Возникшие позднее попытки объяснения целесообразности в природе и обществе с помощью принципов механистического детерминизма и причинности потерпели тогда неудачу. Уже в античной философии предпринимаются усилия по объяснению процессов развития в живой природе и истории с помощью особых целевых причин.
Термин впервые появляется у Христиана Вольфа в 1728 году. Телеология выражается в идеалистической антропоморфизации природных предметов и процессов, связывая их с действием целеполагающих начал для осуществления предустановленных целей. Этот тезис предполагает наличие сверхразумного творца, лежит в основе телеологического доказательства бытия Бога. Согласно трансцендентально-антропоцентрической телеологии, целеполагающее начало, или Бог, находится вне мира и вносит цели в сотворённую для человека природу (Вольф); согласно имманентной телеологии, каждый предмет природы имеет внутреннюю актуальную цель, целевую причину, которая есть источник движения от низших форм к высшим (Аристотель). Телеология в своих разных видах имеет место в стоицизме, неоплатонизме, концепции предустановленной гармонии Лейбница, учении о «мировой душе» Шеллинга, объективном идеализме Гегеля, неокантианстве, неотомизме, персонализме и т. д. И. Кант, сознавая ограниченность традиционного причинного объяснения явлений живой природы, начинает рассматривать целесообразность как дополнение к внешней причинности. Хотя такой подход можно рассматривать как возврат к точке зрения Аристотеля, для Канта «целесообразность природы есть особое априорное понятие, которое имеет своё происхождение исключительно в рефлектирующей способности суждения». Поэтому он отрицает объективное существование целей природы и рассматривает целесообразность как особый эвристический принцип познания.
Современный фидеизм, а также холизм, неовитализм, неофинализм и т. п. используют для модернизации телеологии идеалистически истолкованные данные генетики, кибернетики, психологии. Начиная с нового времени естествознание (физика, механика, астрономия) подвергло сомнению гео- и антропоцентрическую картину мира, дав теоретическое объяснение некоторых процессов движения в природе естественными причинами. Теорию естественного характера целесообразности в органическом мире предложил дарвинизм, впоследствии развившись в СТЭ.

## Телеология по Герцену
Если в философских работах Александра Герцена 1840-х гг. («Дилетантизм в науке», «Письма об изучении природы») развитие в природе понималось телеологически, так что возникновение сознания оказывалось целью этого развития, то в 1848—1869 годах телеология решительно изгоняется им и из природы, и из истории и подвергается резкой критике.